# Бродський Олександр Ісакович
Олександр Ісакович Бро́дський (справжнє ім'я — Абрам; 31 березня 1913, Київ — 26 березня 1992, Київ) — український радянський поет; член Спілки радянських письменників України з 1946 року.

## Біографія
Народився 18 [31] березня 1913 року в місті Києві (нині Україна). 1939 року закінчив Київський педагогічний інститут. Працював літературним консультантом у видавництві «Молодий більшовик». Брав участь у німецько-радянській війні.
Після війни працював в газеті «Комсомольское знамя». Член ВКП(б) з 1947 року. Помер у Києві 26 березня 1992 року.

## Творчість
Російською мовою писав переважно для дітей дошкільного і молодшого шкільного віку. Основні теми творчості — дружба, любов до природи, рідного краю. Також автор жартів, казок, скоромовок, загадок. Друком вийшли:
поетичні збірки
- «В эти годы» (1947);
- «Дорогами весны» (1953);
- «Наша яблонька цветет» (1954);
- «Карусель» (1956);
- «Кузнечики» (1958);
- «Кто не верит — выходи!» (1960);
- «Что сказала перепелка?» (1961);
- «Кто здесь живет?» (1963);
- «Синяя дорожка» (1965);
- «Славка-мельничек» (Варшава, 1966);
- «Я сижу на облаке» (1969);
- «Солнце улыбнулось» (1973);
- «Радость жизни моей. Из наблюдений писателя» (1977);
- «Сердцу близкое» (1980);
- «Вечернее раздумье» (1988);

збірки пісень
- «Песни-считалки» (1969, у співавторстві з Юдіф Рожавською);
- «Картинки природы» (1970, у співавторстві з Олександром Зноско-Боровським);
- «Ветер-ветерок» (1976, у співавторстві з Миколою Дремлюгою);
- «На родном просторе» (1985).